# Brudslöja

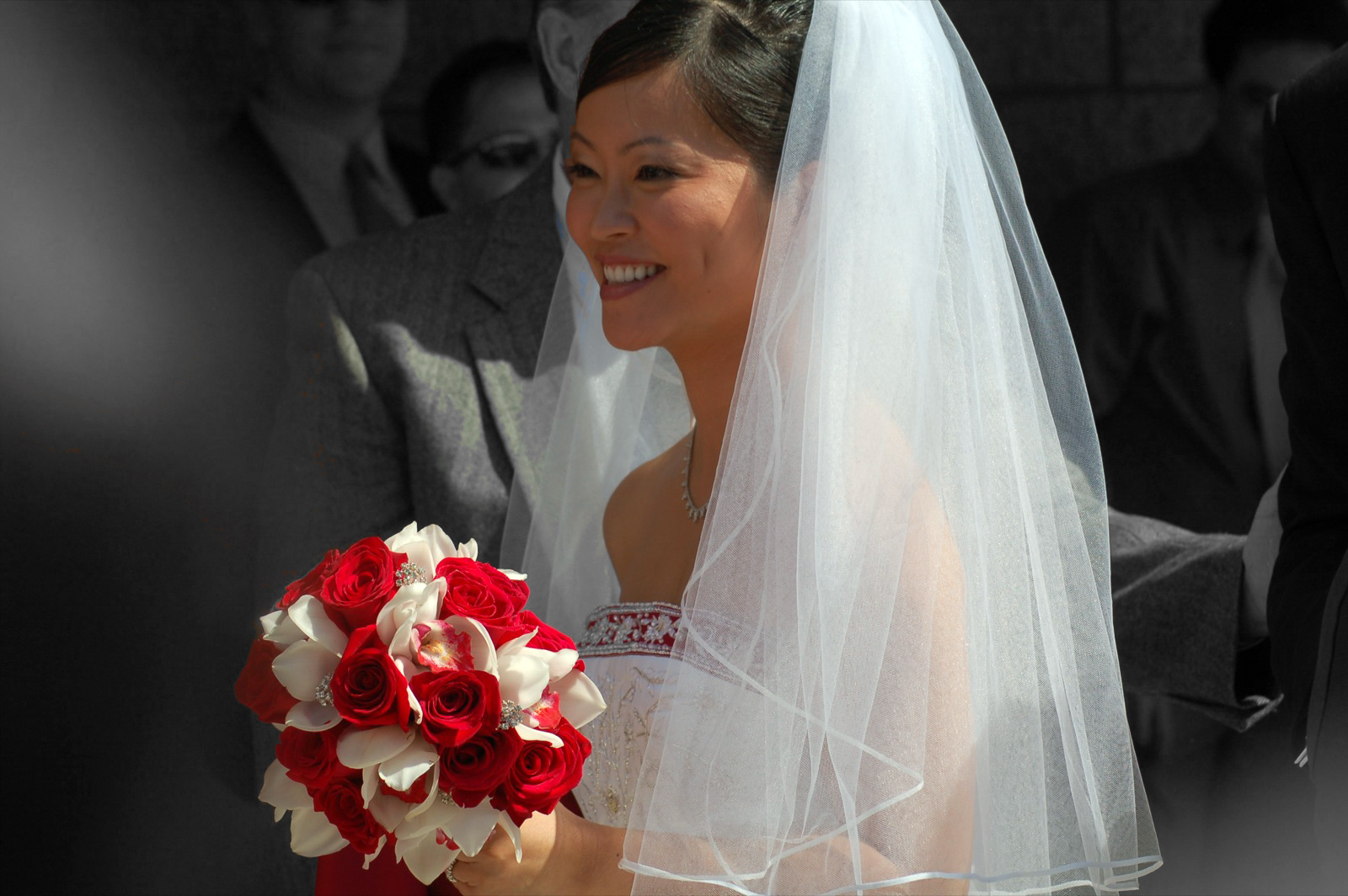
Exempel på brudslöja.

Brudslöja är en typ av vit slöja som bärs av kvinnor vid bröllop eller vigsel. Materialet är vanligtvis tyll eller spets. Brudslöjan har en lång historia och användes redan på förkristen tid. Syftet har dock skiljt sig åt, liksom traditionen kring slöjan.
Den finns i ett flertal varianter och längder: en del når till mitten av ryggen, medan andra är golvlånga.

## Historia
Flammeum var en stor slöja som helt omslöt grekiska och romerska brudar under vigseln, och detta är föregångaren till dagens brudslöja. I Rom bars den över i syfte att skydda sig från alla onda andar som ville omintetgöra brudens lycka, men också för att lindade brudar representerade en leverans av en "blygsam och orörd jungfru". En teori är  att de också använts för att dölja ansiktet vid arrangerade äktenskap.
Även i Norge bars en slöja även på den förkristna tiden. Då skulle en slöja av linne, inför bröllopet, hindra att kvinnan fick  för mycket makt över mannen i äktenskapet. Under flera tusen år, i olika länder med olika trosuppfattning, har slöjor använts för att markera att en kvinna är gift.
Den vita slöjan, tillsammans med en vit klänning, började bäras inom de högre stånden och borgerliga kretsar först på 1830-talet. Genom den romantiska inriktningen som introducerades under 1800-talet kom det  jungfruligt vita slöjan att bli vanlig och var en symbol för brudens oskuld.
Slöjans design har följt modet och den inledningsvis  smala brudslöjan växte under senare hälften av 1800-talet till en hellång bred slöja av tyll eller spets. Traditionen med att bära slöja omfamnade inte av alla samhällsklasser förrän under 1900-talet. Genom att allt fler har en borgerlig vigsel och att allt fler gifter om sig efter skilsmässa har även bröllopskläderna blivit enklare och slöjor kan ersättas av till exempel hatt eller hårprydnad.

## Traditioner
Även om den västerländska slöjan har anammats runt om i världen skiljer sig ändå stora kulturella och religiösa variationer. Enligt den judiska traditionen ska brudgummen placera slöjan på bruden och den japanska traditionen, vilken ofta blandar västerländska och shintō-traditioner, påbjuder att bruden byter klädsel ett flertal gånger under bröllopdagen.